# Café en canette

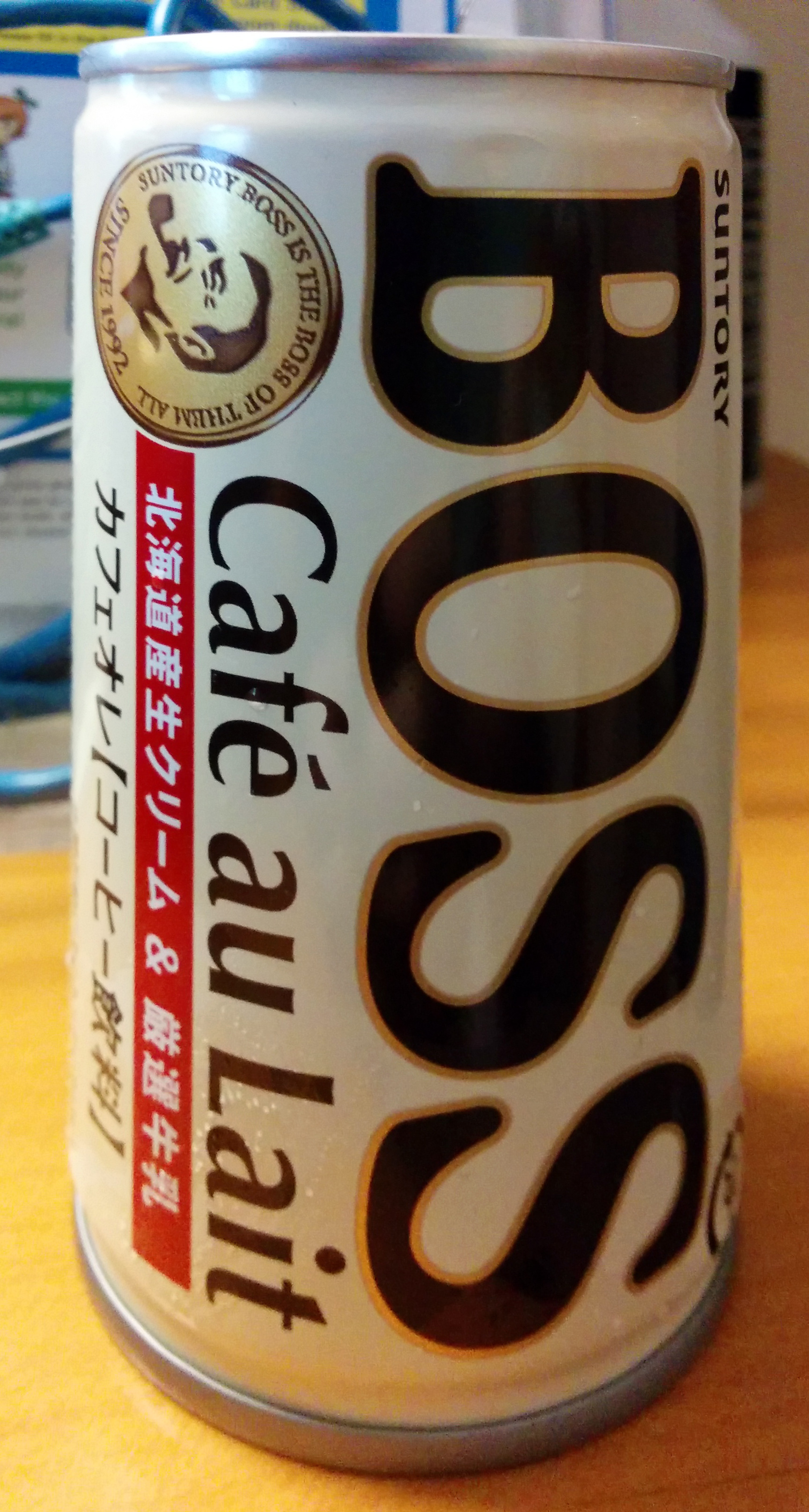
Canette de café au lait de la marque.

Le café en canette (缶コーヒー, kan kōhī) est omniprésent au Japon, avec un grand nombre d'entreprises en concurrence qui offrent divers types de produits. Le café en canette est déjà préparé et prêt à boire. Il est disponible dans les supermarchés et dans les supérettes de proximité (コンビニ, konbini), ainsi que dans les distributeurs automatiques qui offrent des canettes chaudes en automne et en hiver, et froides durant les mois de chaleur.

## Histoire
Le café en canette est une invention japonaise, et le terme wasei-eigo kan kōhī vient de l'anglais can coffee. L'entreprise UCC Ueshima Coffee Co. est connue au Japon pour avoir commercialisé du café en canette avec du lait dès 1969. Le site internet officiel du gouvernement de la préfecture de Shimane prétend que le premier café en canette, Mira Coffee, est apparu à Shimane en 1965, mais qu'il aurait disparu très vite.
L'une des avancées les plus importantes de ce secteur est peut-être la commercialisation en 1973 par l'entreprise Pokka (en) du distributeur automatique de boissons chaudes et froides. En 1983, plus de 100 millions de canettes de café sont vendues.
La conception et la forme des canettes peuvent être très différentes. Les premières canettes étaient simples en termes de conception graphique et étaient souvent ondulées aux deux tiers de la canette. Les canettes avec des côtés droits sont apparues plus tard, en s'arrêtant sur une forme plus moderne. L'acier extrudé est largement utilisé. Les canettes de café en aluminium sont presque inexistantes, même si celles d'UCC Black sont des exceptions notables.

## Fabricants
En plus d'UCC et Pokka, toutes les grandes entreprises japonaises de bière, de soda et de boissons, ainsi que la plupart des entreprises de café, commercialisent du café en canette. Les marques les plus populaires sont listées ci-dessous :
- Boss Coffee (en) (produit par Suntory)
- Fire (Kirin)
- Dydo (ja)
- Georgia (en) (Coca-Cola du Japon)
- Nescafé
- Roots (acheté par Suntory en juillet 2015 à Japan Tobacco)[4]
- Wonda (Asahi Soft Drinks (en))

D'autres marques incluent Kissui (Sapporo Softdrinks), Ito En, Sangaria (en), Coffee Time (Yakult), BG (Meiji Dairies (en)), et Café La Mode (Calpis). Des marques régionales et locales sont courantes et les grandes entreprises offrent des versions régionales de leur café.

## Types de café

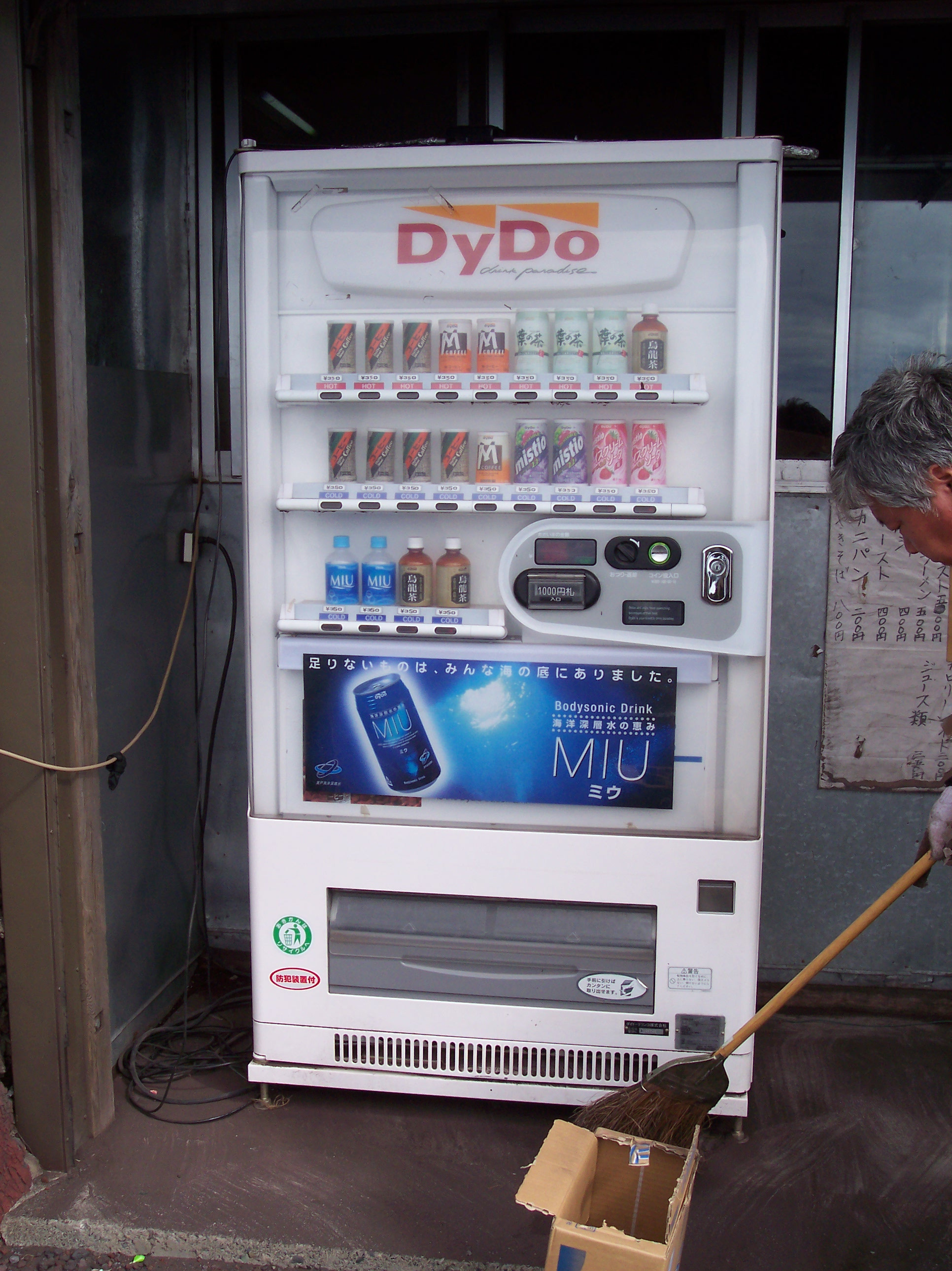
Distributeur de café chaud en canette.

Il existe de nombreux types de café en canette au Japon, dont la plupart constituent la gamme d'une entreprise particulière. Le « café au lait », très fréquent, est généralement assez doux. Le café noir est également populaire, tout comme le « sans sucre » (微糖), et le café au lait sans sucre. L'entreprise Georgia propose des cafés aromatisés, comme à la noisette, mais ils sont assez rares. Des cafés saisonniers sont également produits, en particulier du café glacé, qui sort pendant les mois d'été. Les variétés de café sont souvent vendues à la fois chaudes et froides.

## Types des canettes
La canette originale de l'entreprise UCC peut avoir une capacité de 250 ml. Dans les années 1970, des boîtes de 190 ml apparaissent, et ces deux dimensions existent toujours aujourd'hui. La taille n'a rien à voir avec le type de saveur à l'intérieur de la canette de 250 ou 190 ml, mais les canettes de café glacé ont tendance à être petites et larges et contiennent 280 ml. Les canettes de dimension américaine (350 ml) sont presque inexistantes, bien que l'entreprise Dydo commercialise une canette de cette taille appelée « Café américain ». Les canettes en forme de baril sont également populaires, alors que la campagne de publicité de Roots met l'accent sur des canettes serrées sur le milieu. Un nouveau type de canettes avec un cône au sommet et un bouchon de torsion est apparu ces dernières années, et de nombreuses entreprises proposent au moins un de leurs types de café dans ce type de contenant.
Les canettes commémoratives sont assez courantes au Japon, pour des événements majeurs tels que le salon de l'automobile de Tokyo, aux couleurs d'équipes sportives, d'événements sportifs, ou décorées de personnages de manga.

## Canette à collectionner
Au Japon, il n'y a pas d'organisation de collectionneurs de café similaire à la Brewery Collectibles Club of America aux États-Unis. Cependant, les collectionneurs de café existent bien au Japon, et certains d'entre eux mettent des photographies de certaines parties de leurs collections en ligne. On ignore cependant leur nombre.
Il n'y a pas de livres disponibles sur le sujet. Les canettes de café rares peuvent avoir une valeur monétaire, mais il y a peu d'efforts de normalisation de ce domaine.

## Galerie

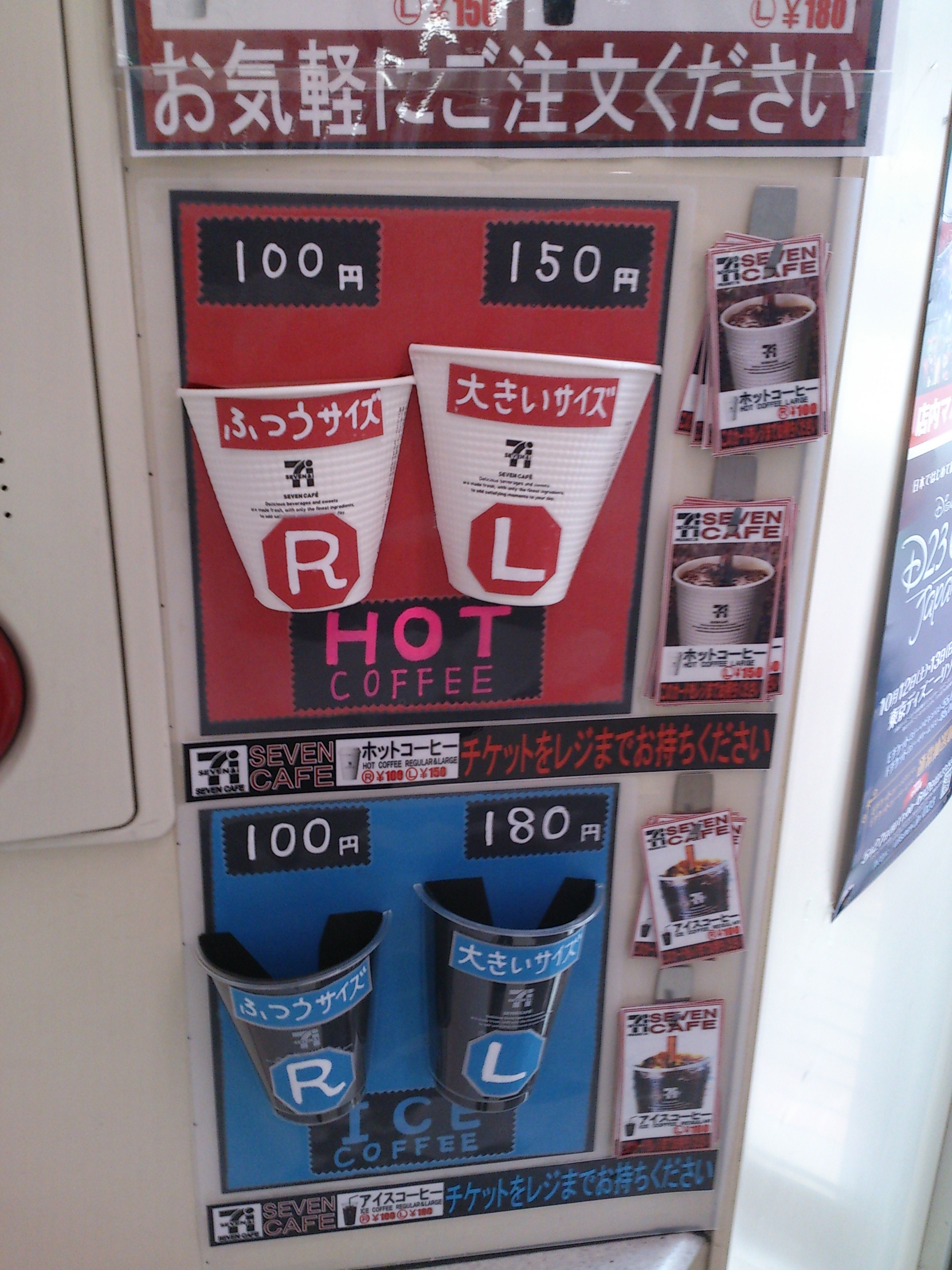
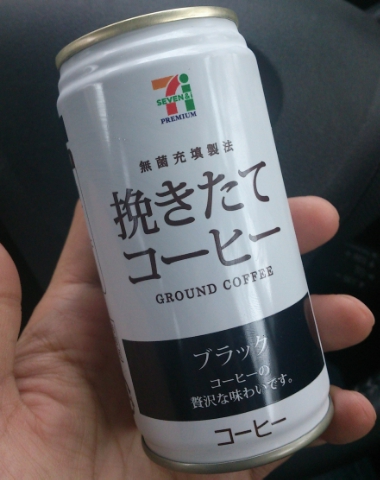
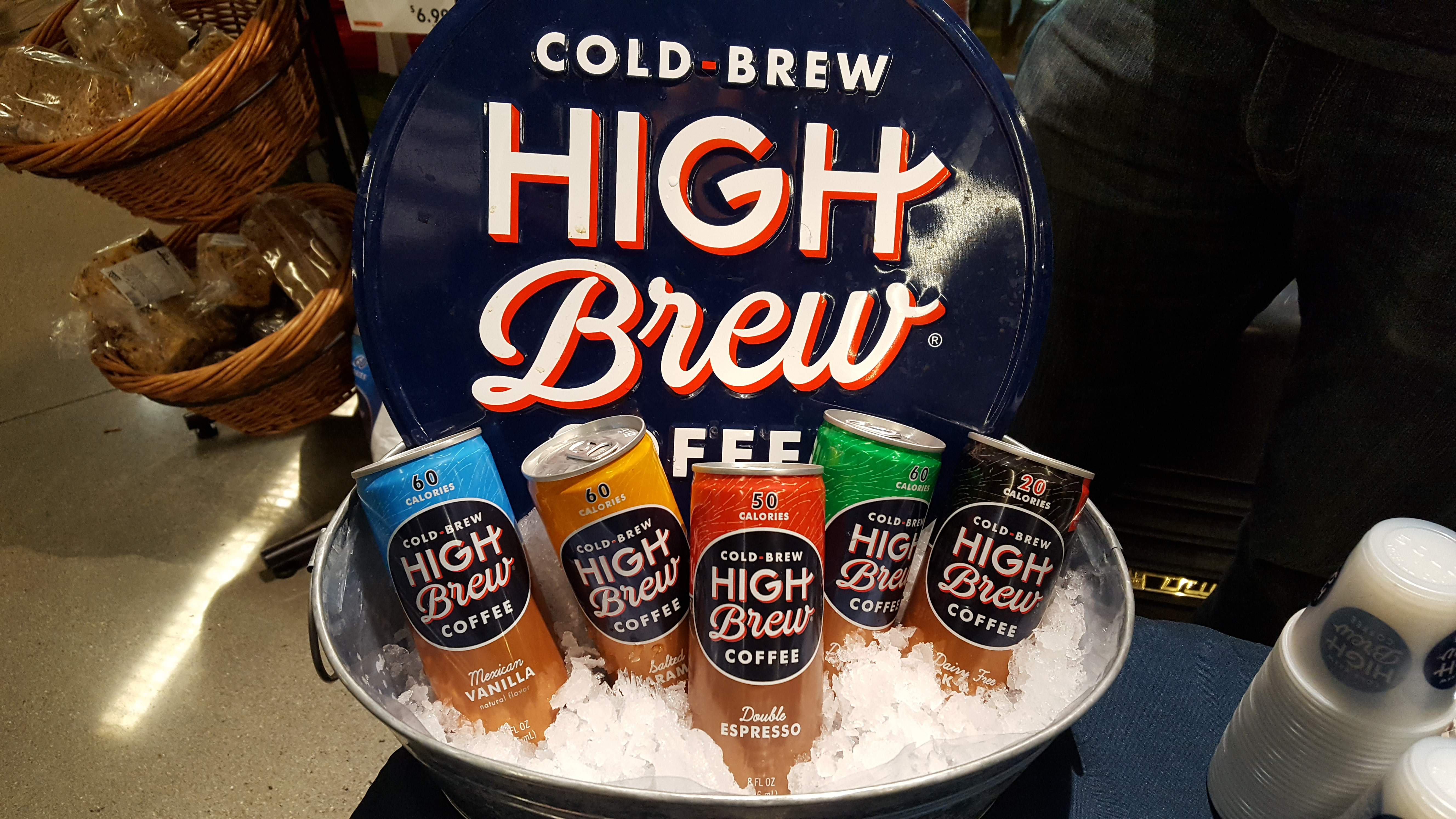
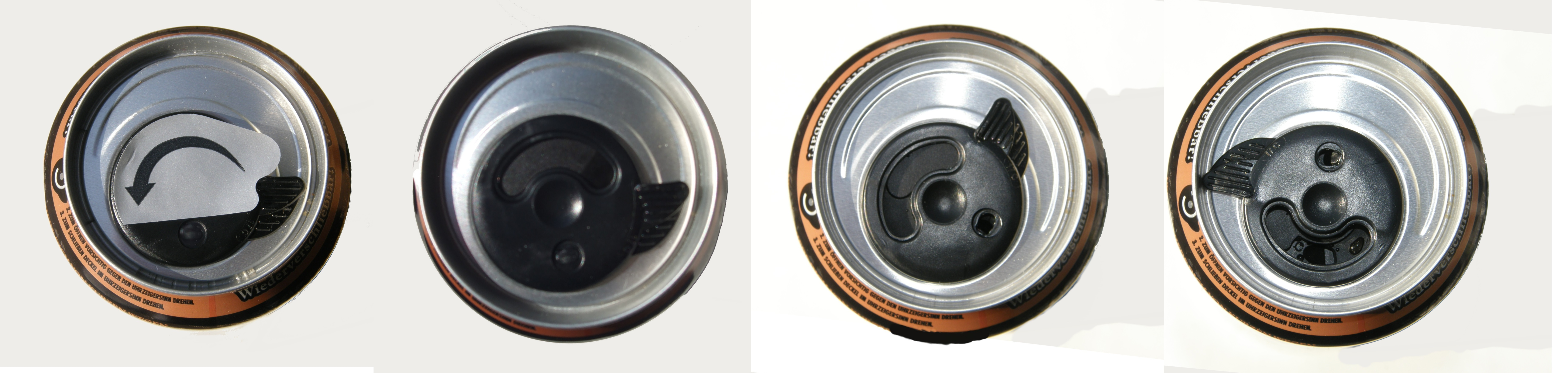
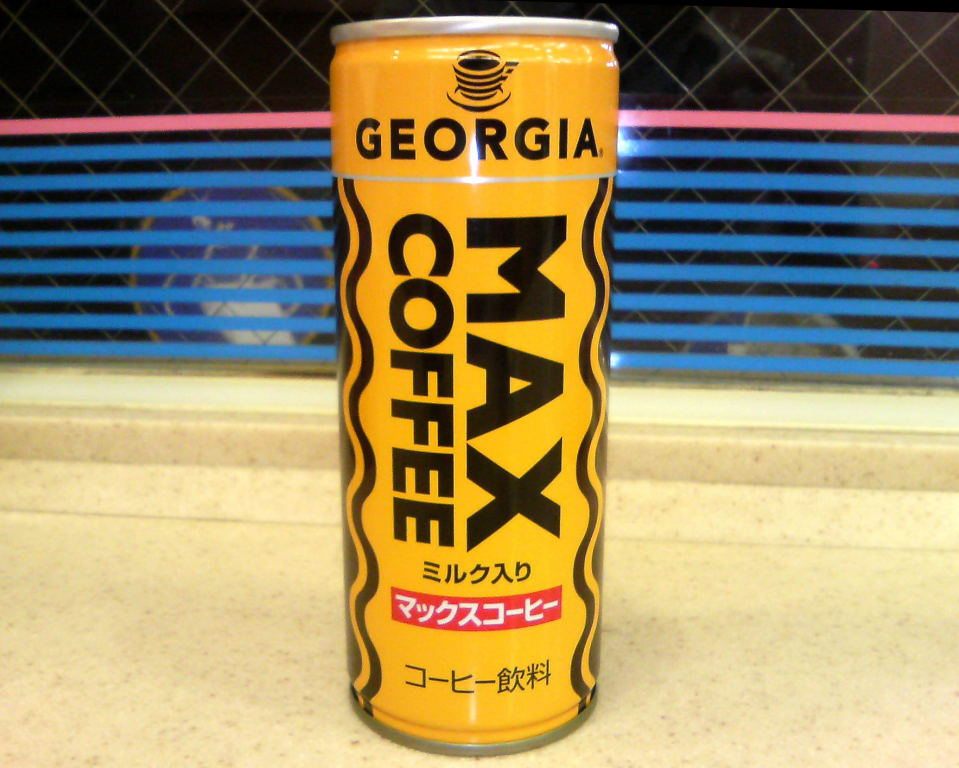
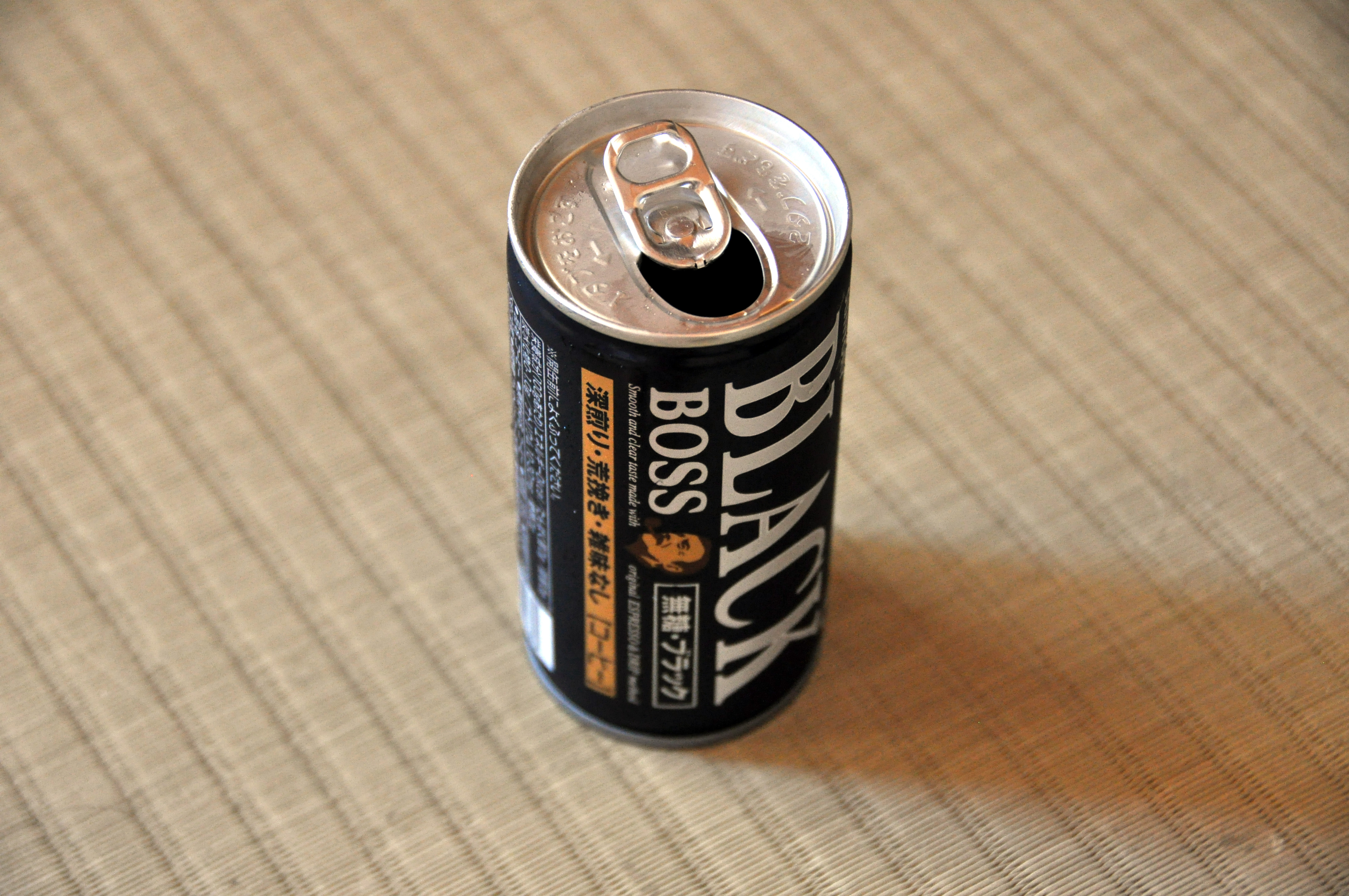
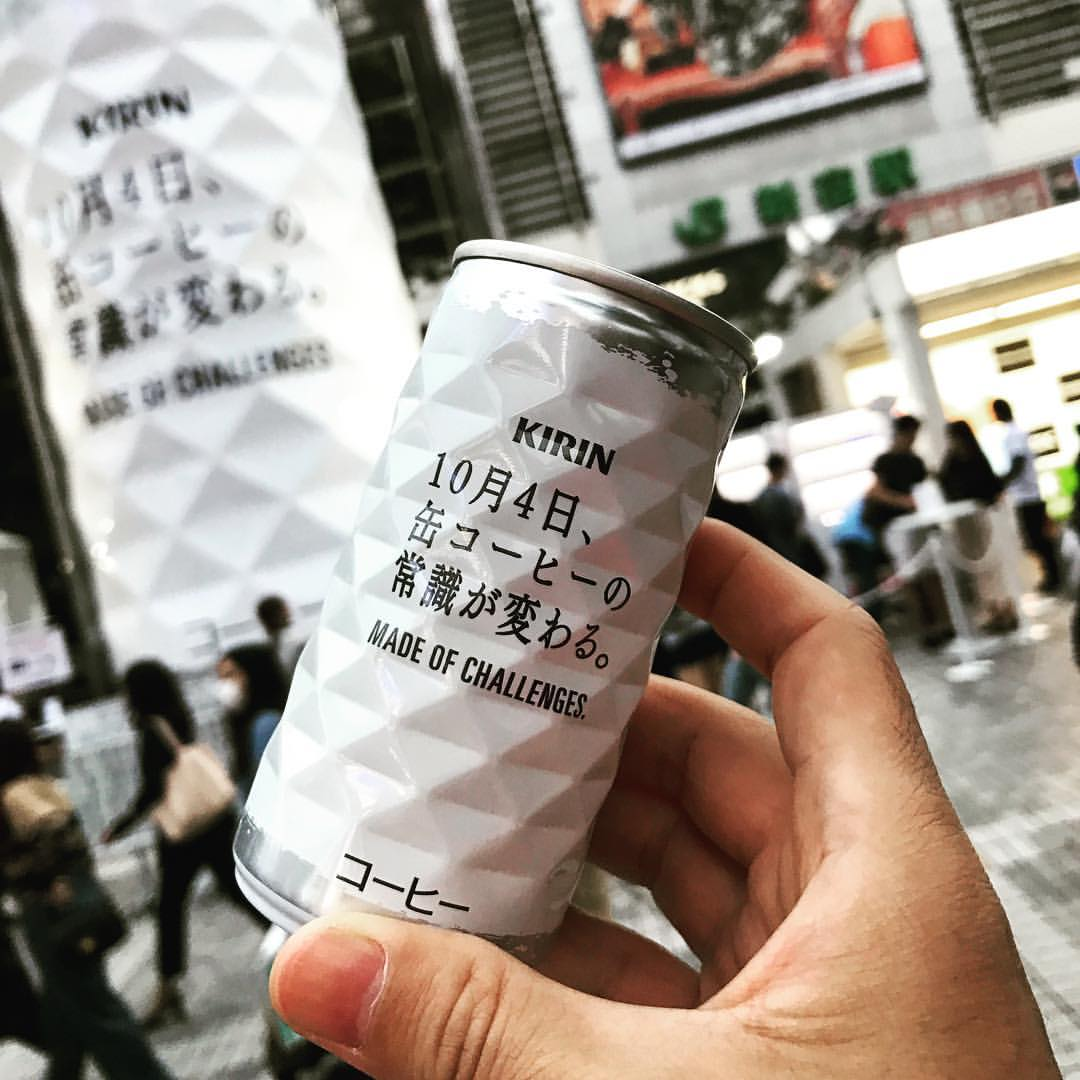
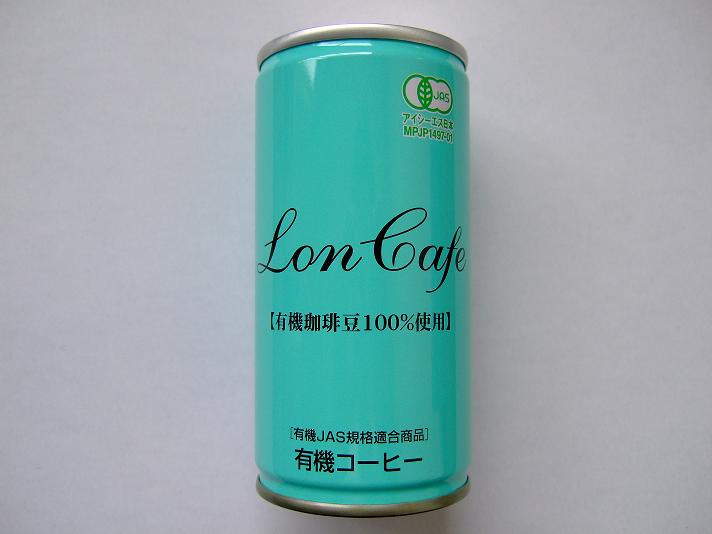
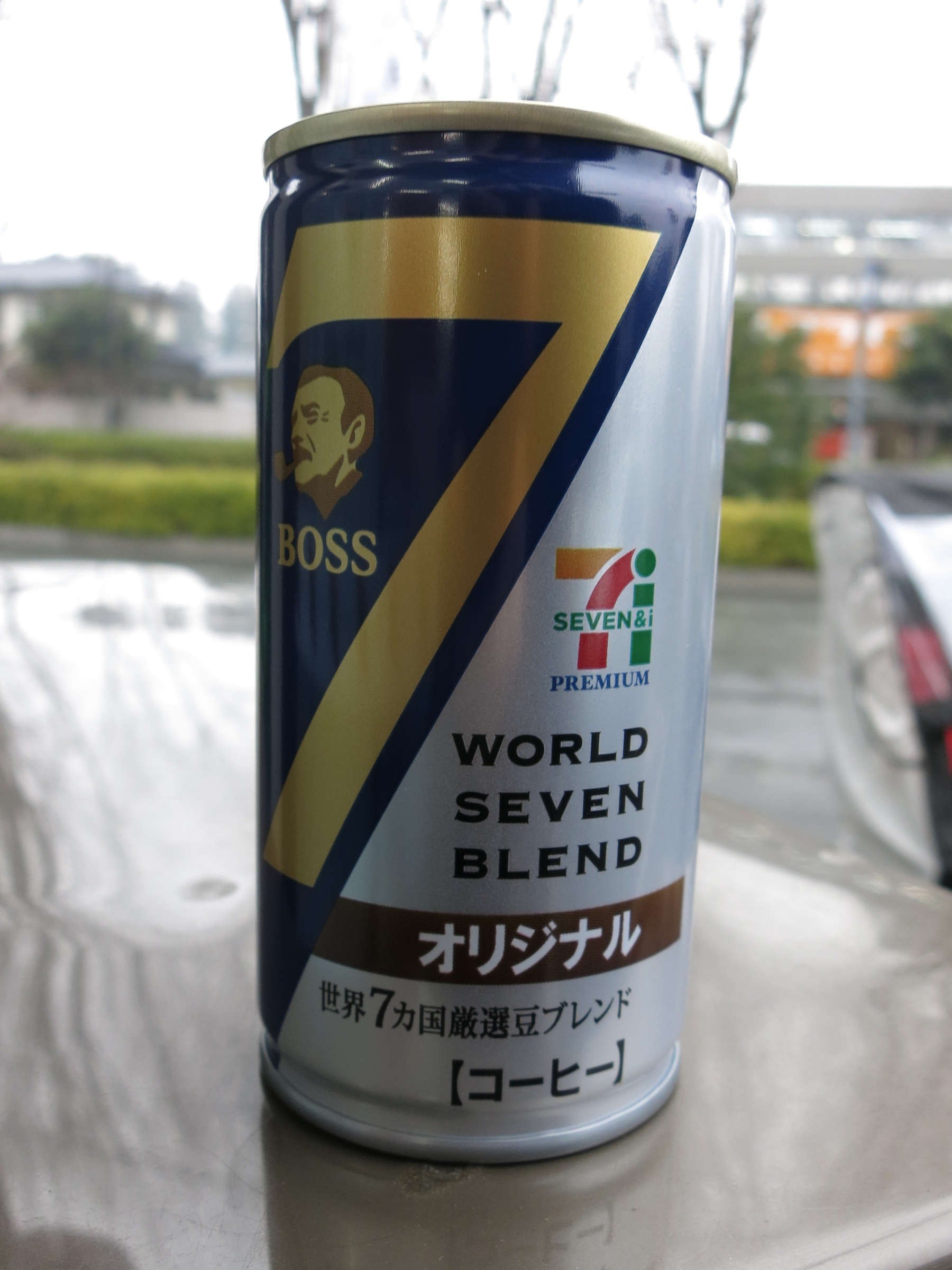
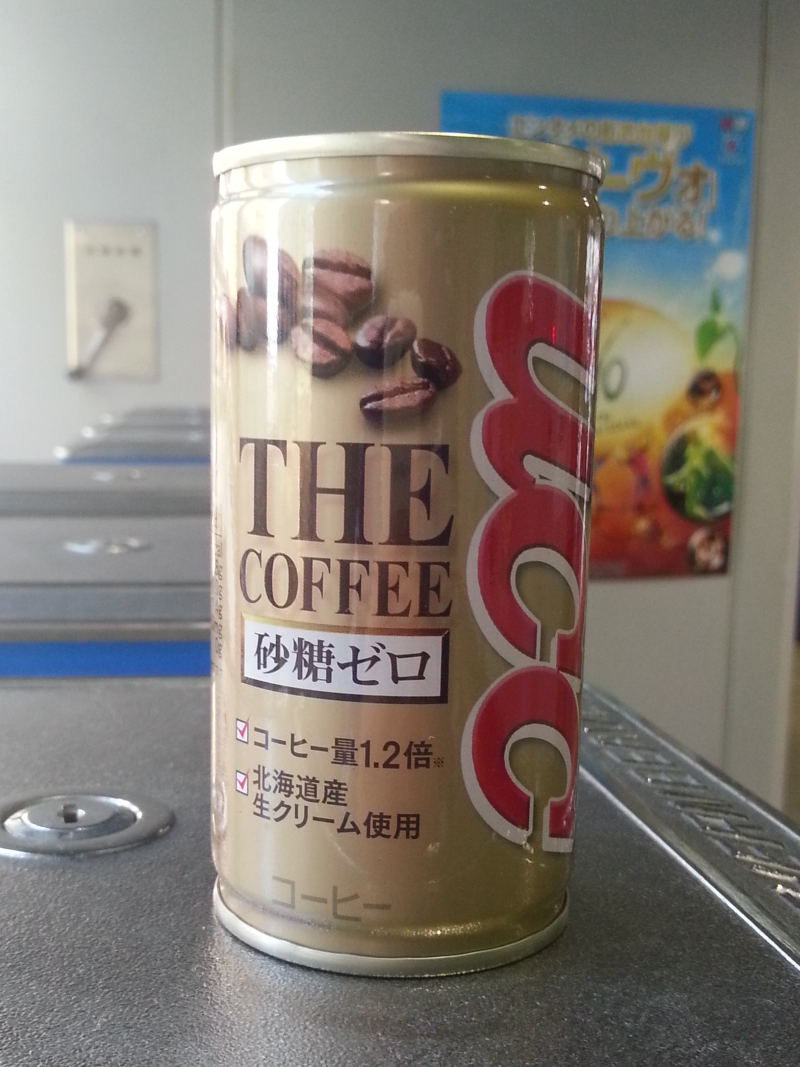
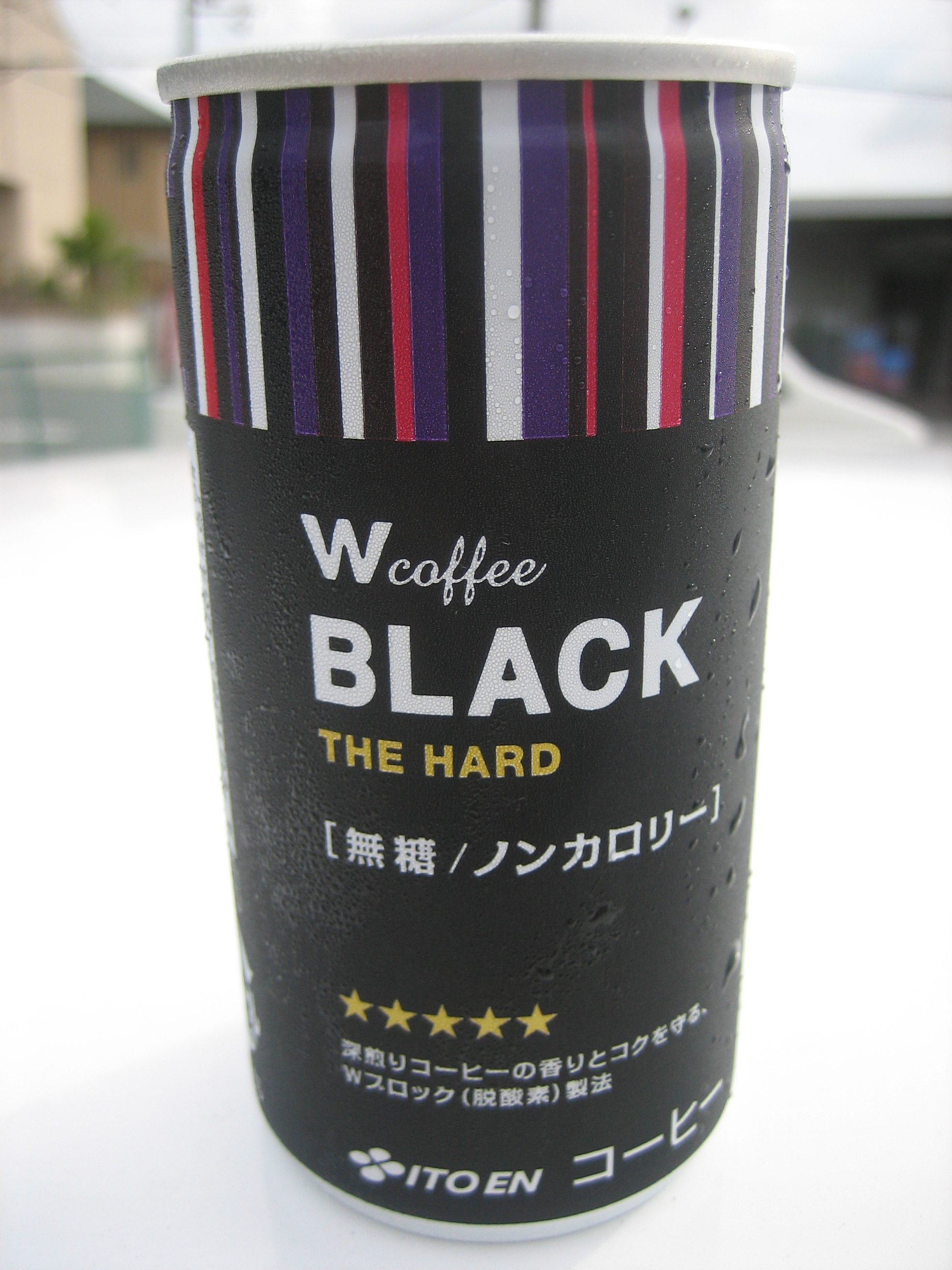
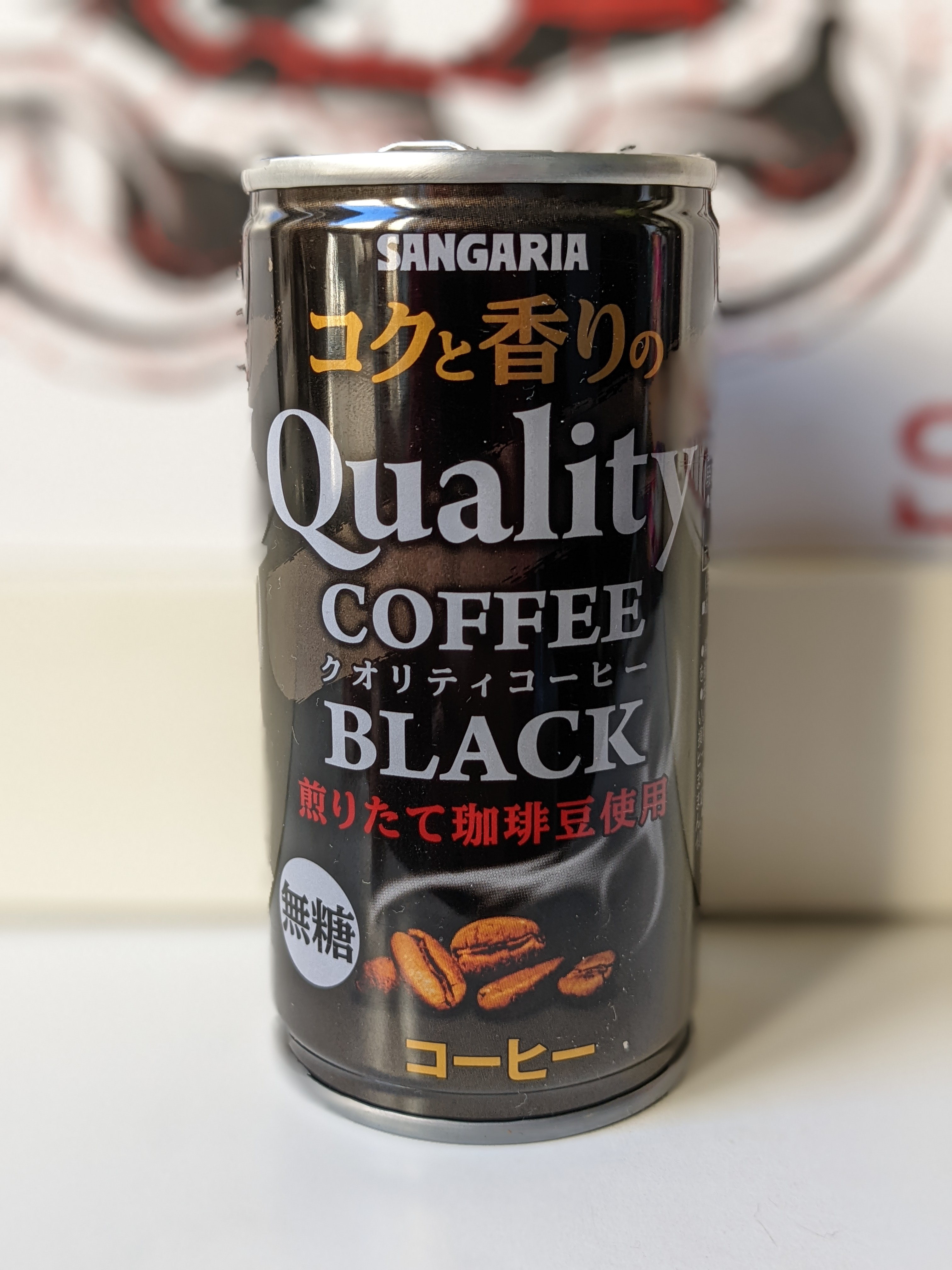